# Tennis club de Paris
Dernière mise à jour : 14 juillet 2012.
Le Tennis club de Paris, également connu sous le nom du TCP, est un club de tennis créé en 1895 à Paris.

## Historique

### 1895 à 1930
En 1895, quelques sportifs dont Armand Masson et Paul Lecaron, eurent l’idée de créer un club de tennis qui réunirait dans un même ensemble des courts couverts en parquet et des courts découverts en terre battue.
Ces premiers membres fondateurs du TCP qui étaient également des mécènes, ont financé par des actions au taux nominal de 5 000 francs, la location d’un terrain situé à l’angle de la rue de Civry (au no 2) et du boulevard Exelmans et s’étendant jusqu’au boulevard Murat, à mi chemin de la Porte d’Auteuil et la Porte de Saint Cloud. Ils venaient de constituer la Société Anonyme Immobilière du Tennis Club de Paris.
En association avec la propriétaire du terrain, ils ont également financé la construction de 4 courts couverts en parquet et 5 courts découverts en terre battue.
En compensation de leur financement, les premiers membres fondateurs ont été admis comme membres à vie du TCP. Mais des contestations juridiques s’ensuivirent car l’équilibre financier du club était précaire.
Le TCP fut le berceau du tennis français. 
Avant la Première Guerre mondiale, les Champions de l’époque : Aymé, Vacherot, Gobert, Decugis, jouaient au TCP. Puis l’on vit : Canet, Decugis, Germot, Gobert, Laurents. Les quatre fameux mousquetaires : Jean Borotra, Jacques Brugnon, Henri Cochet, René Lacoste. Et dans les temps contemporains, de très nombreux joueurs et joueuses de première série français.
En 1923, Le TCP adopte la loi de 1901 et devient l’Association Sportive du Tennis Club de Paris, locataire de la SA Immobilière du TCP. 
Albert Canet fut le premier Président du TCP en tant qu’Association loi de 1901. 
Il devint par la suite, Président de la Fédération Française de Lawn Tennis.

### 1930 à 1945

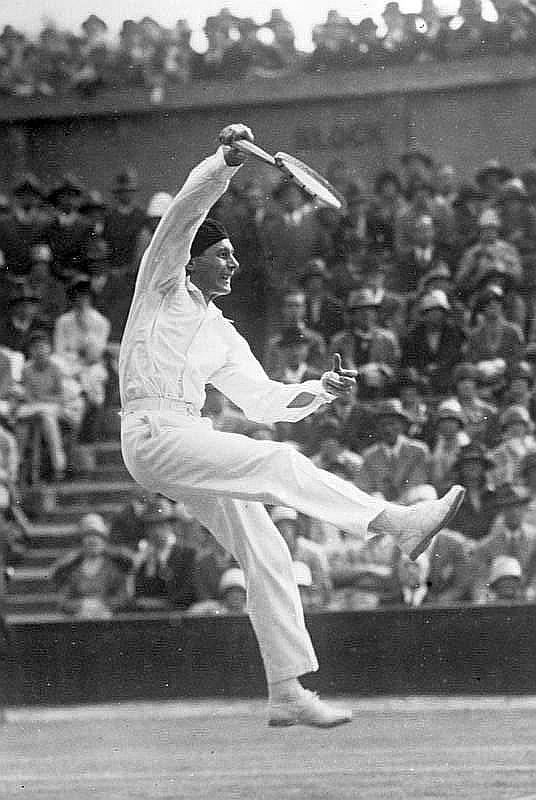
Jean Borotra

En 1930, à la mort de son ami  Albert Canet, Jean Borotra prend la Présidence du TCP qui comprenait alors environ 1000 membres. Le bail de la rue de Civry n’avait pas été renouvelé. C’est alors qu’à partir de 1934, Jean Borotra, aidé par Georges Glasser, Gabriel Guy, Pierre Candeliez, des membres efficaces du Comité et Robert Foulon, Secrétaire de la Fédération Française de Lawn Tennis, entreprit de convaincre le Gouvernement, la Ville de Paris, les Fédérations Sportives, de la nécessité de construire avec la collaboration du TCP un grand Stade multisports comme il n’en existait pas en Europe. Cette opération effectuée avec la collaboration de l’État, de la Ville de Paris, du TCP lui-même, et de l’Exposition de 1937, put être réalisée et en 1938 le TCP s’installait dans de nouveaux locaux.
Il fallut donc faire appel à des Membres fondateurs nouveaux pour financer l’aménagement complet du nouveau TCP.
Le versement était de 15 000 francs et chaque membre fondateur pouvait bénéficier de tous les avantages du Club pendant 20 ans, donc jusqu’en 1958.
(À cette époque, la cotisation de membre actif était de 1 500 francs par an avec les avantages qui existent toujours actuellement : balles, lumières, case, serviettes).
Grâce à l’initiative de cet effort technique et financier, le TCP signa en 1937 un bail de 50 ans avec la Ville de Paris. Ces installations, très demandées dans la Capitale, ont été pleinement utilisées par toutes les Fédérations de Sports en salles couvertes.
L’ensemble comprenait :
La partie qui prit le nom de « Stade Pierre-de-Coubertin » et qui était administrée par la Ville avec: 
Un grand stade couvert de 4000 places assises et un autre petit stade d’environ 800 places ; un deuxième petit stade devait être construit ultérieurement.
La partie louée au TCP avec un grand hall de 6 courts couverts en bois, une salle de culture physique et naturellement, tous les salons, restaurants, vestiaires luxueusement aménagés, installations annexes nécessaires à la vie d’un grand club. Le TCP lui-même avait aménagé 8 courts en terre battue (six d’entre eux étaient malheureusement séparés par l’avenue Georges Lafont).
L’exploitation s’avéra parfaitement équilibrée en 1938 et 1939 et les plus grandes épreuves sportives d’hiver y furent disputées :
Championnats Internationaux de France, Rencontre Paris Londres etc. et la Coupe du Roi Gustave V de Suède, créée par Jean Borotra et le TCP à cette occasion.
De septembre 1939 à mai 1940, le TCP vécut une vie « au ralenti » sous la conduite attentive de Robert Foulon.
Pendant les très longues années d’occupation, le TCP reprit progressivement une certaine activité, quoique modérée…… jusqu’au 15 septembre 1943, date du dernier bombardement sur Paris, où une escadre américaine, chargée d’écraser l’usine « O » de Renault située sur l’île Seguin, utilisée pour l’assemblage des chars Allemands, y réussit parfaitement mais sans pouvoir éviter d’éclabousser l’ensemble « Stade de Coubertin - TCP », qui fut complètement écrasé par 12 bombes de 500 kilos.
En 30 secondes, la vie du club fut arrêtée.

### 1945 à 1965
Dès la fin de la guerre, Pierre Candeliez, Président du TCP aidé de son Comité, soutenu vigoureusement par la Fédération Française de Lawn Tennis, mit tout en œuvre pour obtenir de la Ville de Paris la reconstruction de ce complexe sportif.
Les efforts conjugués et soutenus des Directions compétentes de la Ville (indemnisation des dommages de guerre…), de la Fédération, du TCP ont fini par obtenir satisfaction malgré d’énormes difficultés de tous ordres, et progressivement, courts découverts d’abord, courts couverts ensuite, puis le grand Stade, retrouvèrent leurs formes premières.
Par contre, la construction des installations annexes est sensiblement retardée ; les difficultés liées à cette époque ne permettront pas de la réaliser à nouveau avec le même faste qu’en 1937, mais elle répondra néanmoins à l’attente des membres.
Naturellement le TCP seul, a dû faire face à la réfection de ses installations et aménagements intérieurs.
Dans le but de recueillir les fonds nécessaires, Jean Borotra, auréolé de tous ses titres ainsi que de ses 6 victoires en Coupe Davis, a organisé et réalisé en 1947 de grands voyages dans le monde entier : États-Unis, Afrique Noire et Asie. Cette initiative a reçu partout un excellent accueil et des joueurs renommés ont aussitôt collaboré à ce projet avec enthousiasme et dévouement. Il faut citer parmi eux : Robert Abdesselam, Marcel Bernard, Jacques Brugnon, Henri Cochet, Bernard Destremau, et ses équipiers Roger Dubuc et Gil de Kermadec.
La rentrée du Tennis Club de Paris avec la mise à disposition des nouveaux courts couverts a coïncidé par un heureux hasard, en 1950, avec sa victoire dans le championnat de France masculin par équipes. (Jean Borotra, Jacques Carot, Roland Delarue, Roger Dubuc, Georges Glasser, Gil de Kermadec, Bernard Lucot).
Pendant l’hiver, les installations du Club servirent de cadre à des tournois importants telles que le Tournoi de la Toussaint, la Coupe Canet ou encore les Championnats Internationaux de France sur courts couverts.
On put voir évoluer sur nos courts ainsi que sur le central de Coubertin, les plus grands joueurs de cette époque : Patty, Drobny, Larsen, Ulrich…
Cette époque est maintenant révolue. Les installations du Stade de Coubertin n’ont plus les dimensions voulues pour assurer des recettes suffisantes destinées à des joueurs professionnels en quête de dollars.
Pierre Candeliez disparut prématurément en 1951, et Georges Glasser prit la Présidence jusqu’en 1965.

### de 1965 à nos jours
L'équipe première hommes du TCP remporte le Championnat de France par équipes en 1987, soit plus de 37 ans après un premier sacre. Concernant l'équipe masculine, il s'agit là du deuxième et déjà dernier titre car à partir de l'année suivante, ce sont les filles du club qui remportent à leur tour leur premier sacre dans le championnat féminin. Ce titre, elle le conserveront jusqu'en 1990 avant de le céder l'année suivante au club de la Côte Basque. Il faudra attendre 13 ans avant de revoir une équipe du TC Paris en finale du championnat et une défaite finale contre le TC Thionville 6-2 à Toulouse.
L'équipe masculine s'incline en finale du championnat 2012 4-0 face à la Villa Primrose, club bordelais en attente d'un titre depuis plus de cent ans. Après le cuisant échec contre le petit club du TC Quimperlé l'année suivante en finale à la surprise générale, le club parisien est sacré Champion de France 2014 pour sa troisième finale consécutive contre le TC Lille en s'imposant 4-2 en finale après avoir balayé Sarcelles en demi-finale, pourtant archi-favori cette année.

## Présidents
- 1895 - 1923  Paul Lecaron
- 1924 - 1930  Albert Canet
- 1931 - 1941  Jean Borotra
- 1942 - 1951  Pierre Candeliez
- 1952 - 1965  Georges Glasser
- 1966 - 1974  Gabriel Guy
- 1975 - 1985  Jacques Carot
- 1986 - 1986  Dominique Droulers
- 1987 - 1992  Jean-Pierre Courcol
- 1993 - 1995  Alain Pfirter
- 1996 - 1999  Philippe Seghers
- 2000 - 2004  Michel Leclercq
- 2005 - ...        Jean-François Alcan

## Palmarès
- Champion de France par équipe masculine (3) :
  - Vainqueur en 1950, 1987 et 2014
  - Finaliste en 2012, 2013 et 2015
- Champion de France par équipe féminine (5) :
  - Vainqueur en 1927, 1988, 1989, 1990 et 2015

## Installations sportives du TCP
Tennis, 
Configuration hiver : 
- 6 courts couverts en Green Set
- 8 courts couvert en Terre Battue
- 3 courts en Green Set extérieur
- 1 court en Terre Battue extérieur

Tennis, 
Configuration été : 

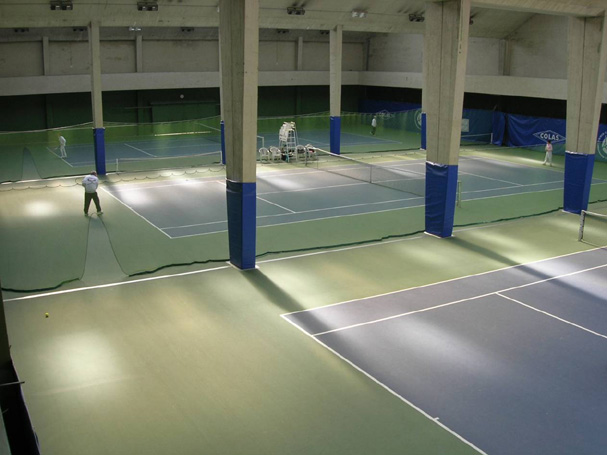
Courts intérieur

- 7 courts extérieurs en Terre Battue
- 3 courts extérieurs en Green Set
- 2 courts couverts en Terre Battue
- 6 courts couverts en Green Set
- 1 court couvert en Bois

Piscine extérieure
Salle de sport
- Espace gym
- Espace cardio
- Espace musculation

## Joueurs et joueuses du Tennis Club de Paris
Voici la liste des joueurs et joueuses qui sont ou ont été en première série et ayant été licencié au Tennis Club de Paris.

### Hommes

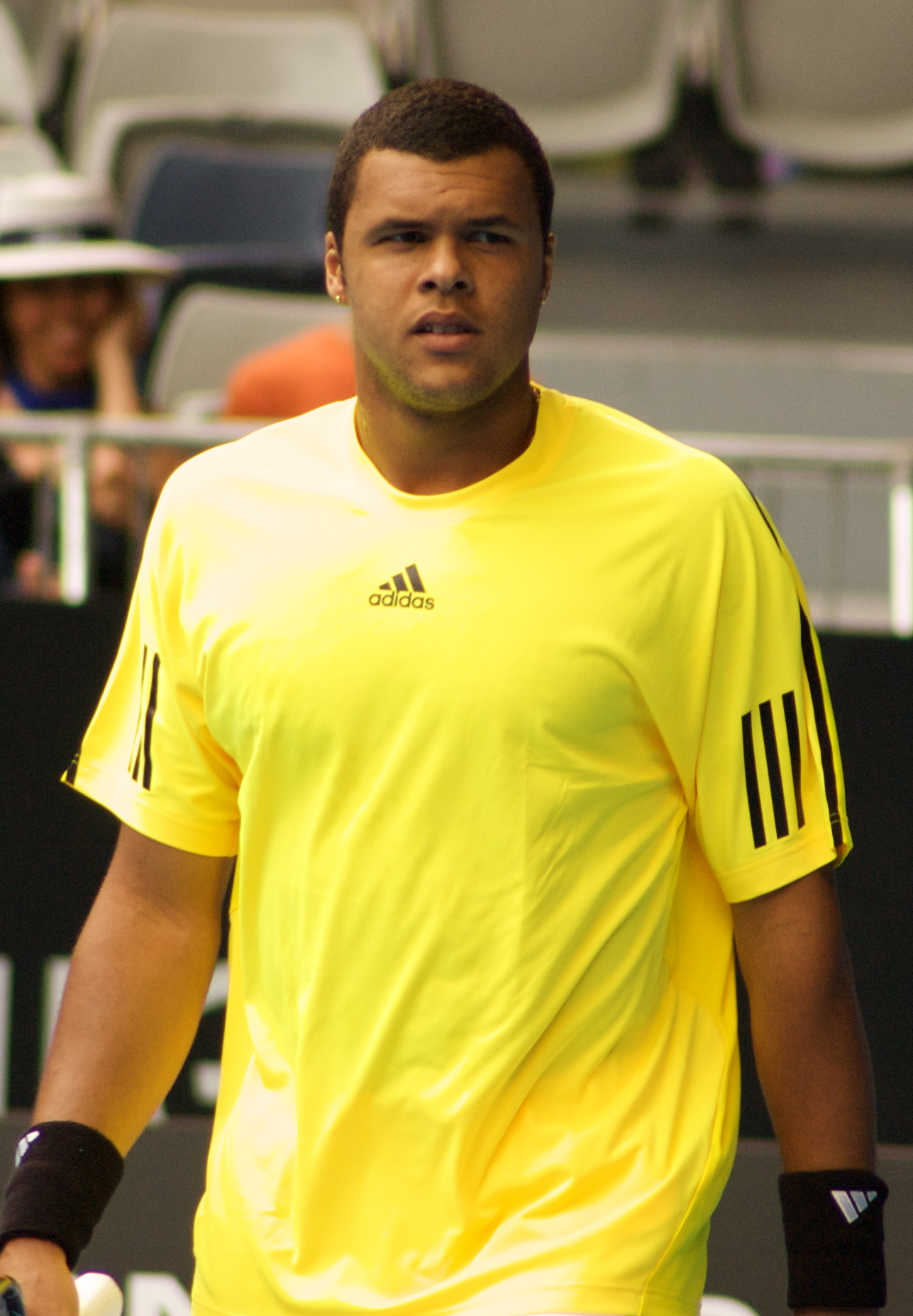
Jo-Wilfried Tsonga

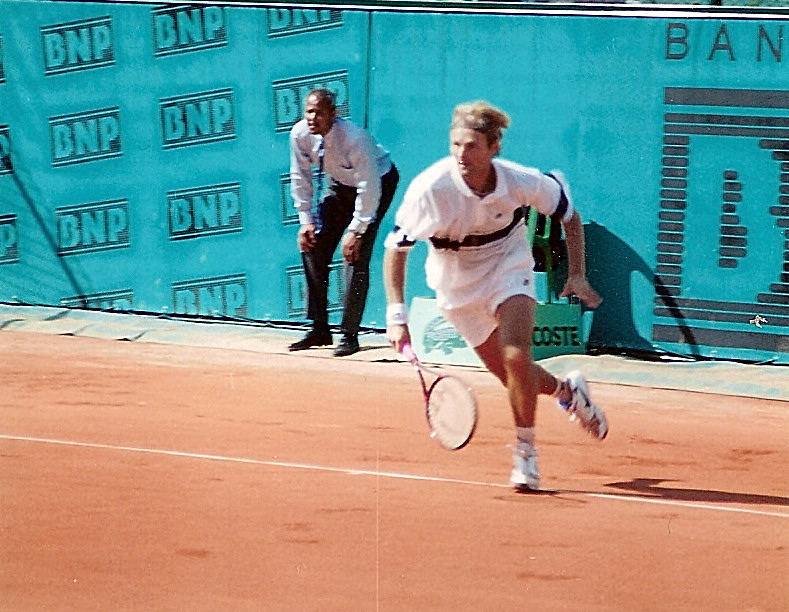
Thierry Champion

- Robert Abdesselam
- Eduardo Argon
- Paul Aymé
- Julien Benneteau
- Marcel Bernard
- Alain Bernard
- Aloïs Beust
- Patrice Beust
- Jean-Pierre Bombardier
- Jean Borotra
- Christian Boussus
- Claude Boutard
- Alain Bouteleux
- Jacques Brugnon
- Albert Canet
- Thierry Champion
- Andrei Chesnokov
- Jean-Paul Collet
- Daniel Courcol
- Jean-Pierre Courcol
- Bruno Dadillon
- Gilles de Kermadec
- Max Decugis
- Bernard Destremau
- Roger Dubuc
- Christian Duxin
- Jean-Christophe Faurel
- André Favières
- Georges Gault
- Richard Gasquet
- Augustin Gensse
- Maurice Germot
- Georges Glasser
- André Gobert
- Sébastien Grosjean
- Jérôme Haehnel
- Jacques Hervet
- Sebastien Hette
- Julien Jeanpierre
- Thibault Kuentz
- Marc Lasry
- Robert Laval
- Paul Lebreton
- Michel Leclercq
- Michel Lemasson
- Bertrand Lemercier
- Christophe Lesage
- Jean Lesueur
- Bernard Lucot
- Jean-Pierre Olivier
- Benoît Paire
- Xavier Perreau-Saussine
- Thierry Pham
- Jean Marc Piacentile
- Grégoire Rafaitin
- Jean-Loup Rouyer
- Cédric Sautet
- Nicolas Sido
- Alexandre Sidorenko
- Jacques Thamin
- Jacques Thomas
- Jo-Wilfried Tsonga
- André Vacherot
- Michel Vacherot
- Michel Vaubrun
- Stanislas Wawrinka
- Éric Winogradsky

### Femmes

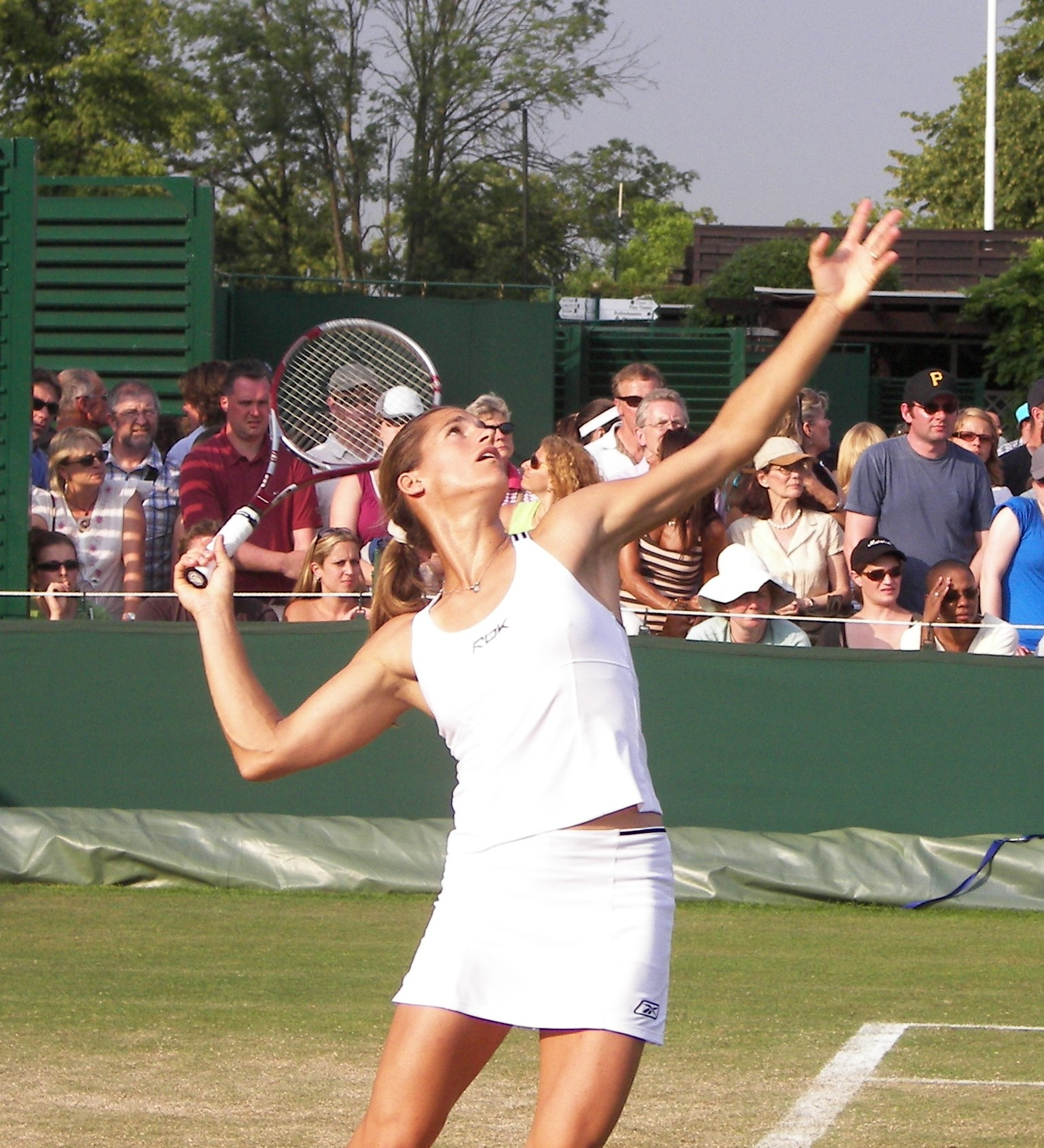
Amélie Mauresmo

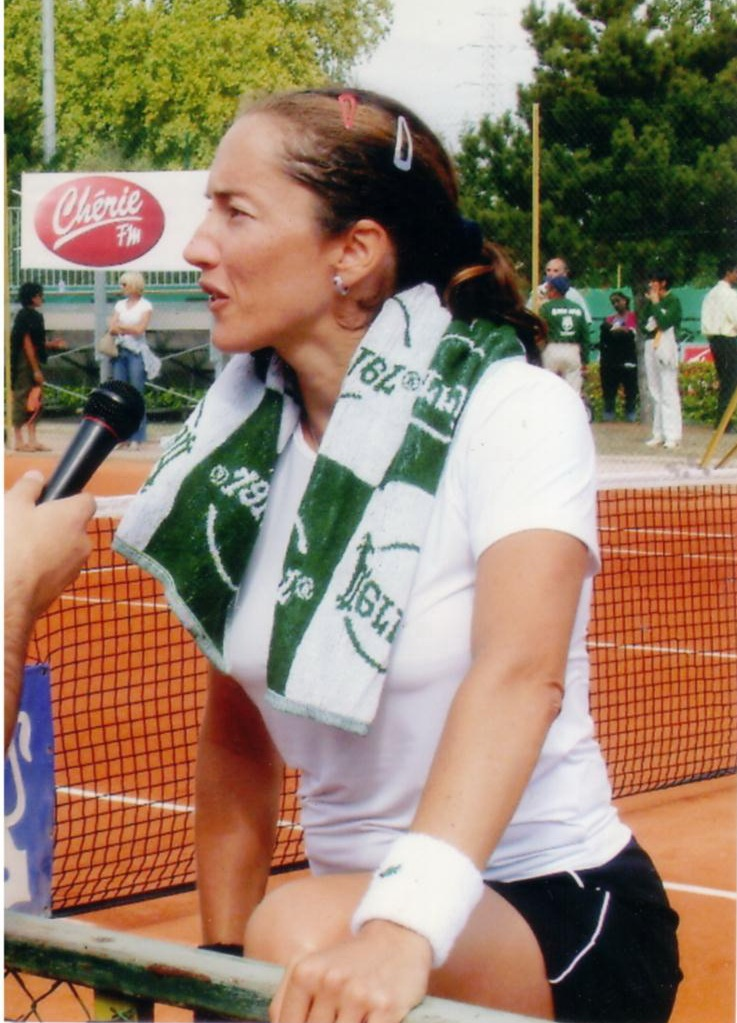
Sandrine Testud

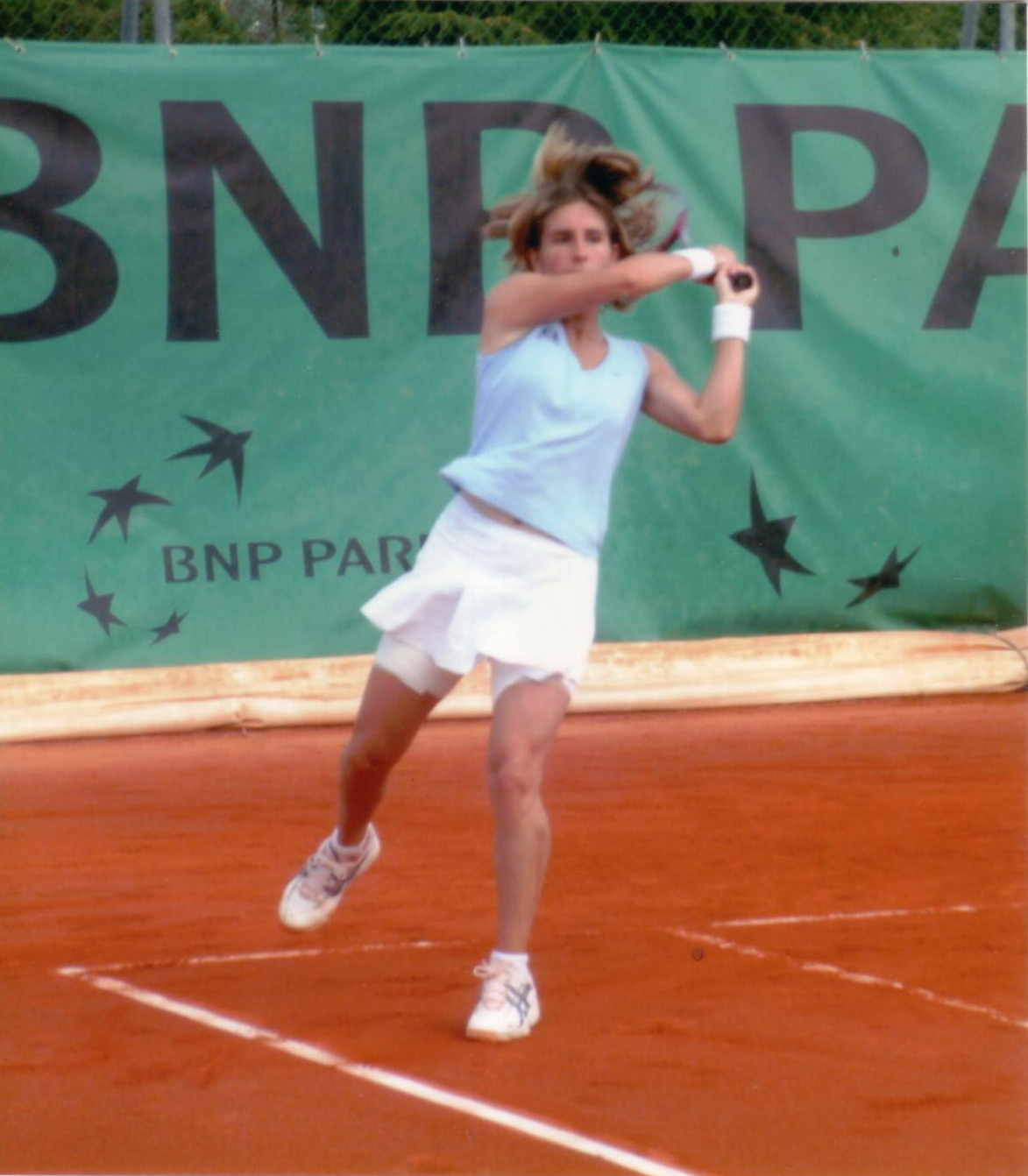
Emilie Loit

- Sophie Amiach
- Mayline Andrieux
- Laurence Babin
- Audrey Bergot
- Marie-Odile Bouchet
- Daniele Bouteleux
- Amélie Cocheteux
- Béatrice de Chambure
- Alexia Dechaume
- Suzanne Desloges-Deve
- Myrtile Dubois
- Perrine Dupuy
- Pascale Etchemendy
- Christele Fauche
- Agnès Figueras
- Stéphanie Foretz
- Maud Galtier
- Nathalie Herreman
- Nathalie Housset
- Christiane Josset
- Émilie Loit
- Amélie Mauresmo
- Mandy Minella
- Sybille Niox-Château
- Dominique Oustric
- Virginie Paquet-Rinderknech
- Pauline Parmentier
- Marie-Ève Pelletier
- Nathalie Phan Thanh
- Karine Quentrec
- Dally Randriantefy
- Olivia Sanchez
- Suzanne Schmitt
- Anne-Marie Seghers
- Anne-Gaëlle Sidot
- Sandrine Testud
- Corinne Vanier
- Johanne Venturino
- Nathalie Vierin